# Axel Andén

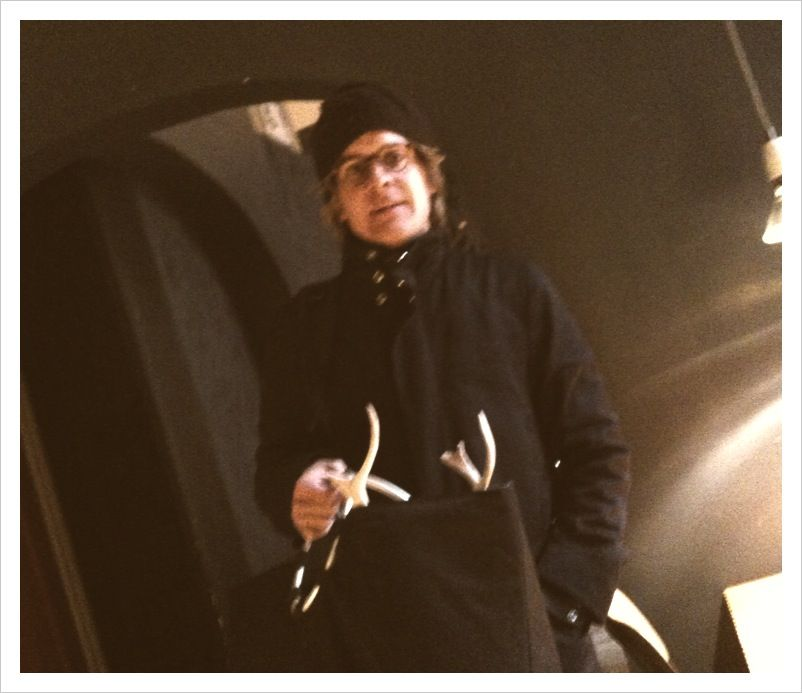
Axel Andén, dagen han tog över som chefredaktör på Medievärlden.

Axel Andén, född 1981, är svensk journalist. Han är chefredaktör för tidningen Journalisten .   
Axel Andén var chefredaktör för branschtidningen Medievärlden 2009-2019 . Han har också varit chefredaktör för Haparandabladet 2019-2023 , mediekolumnist i Svenska Dagbladet och kolumnist på Helsingborgs Dagblads kultursida . 
Axel Andén är utbildad civilekonom och har studerat journalistik på JMG. Han har tidigare också startat och drivit webbyrån Meramedia i Luleå.
Efter en kort tid på Svenska Dagbladet gick han 2006 till en reportertjänst på Medievärlden. I samband med att papperstidningen lades ner och Medievärlden blev en renodlad webbtidning avgick dåvarande chefredaktör Anders Alhberg och Axel Andén erbjöds jobbet.